# Karriere Girls
Karriere Girls ist ein Film des englischen Regisseurs Mike Leigh aus dem Jahr 1997 mit Katrin Cartlidge und Lynda Steadman in den Hauptrollen.

## Handlung
Annie besucht nach sechs Jahren ihre Freundin Hannah, die sie aus ihrer Studienzeit kennt. Hannah, auf der Suche nach einer neuen, schicken Wohnung, empfängt sie bei sich zu Hause, lässt Annie übernachten, dann fahren sie gemeinsam zu den Wohnobjekten. Dort treffen sie auf Weggefährten ihrer Vergangenheit und auf den Playboy Mr. Evans, den sie nicht ernst nehmen können. Die Geschichte wird gerahmt von einer Anfangs- und Endszene, in der man Annie während der Zugfahrt, bei der Ankunft am Bahnhof und zum Schluss bei der Abfahrt in Begleitung von Hannah sieht.
Der Film hat zwei Zeitebenen: Zum einen die des aktuellen Geschehens, den Besuch in London sowie die Besichtigung der Objekte. Zum anderen die Vergangenheitsebene, die der Studienzeit. Darin sieht man das Aufleben eines chaotischen WG-Lebens der 1980er Jahre. Annie leidet an Dermatitis, einer Hautkrankheit, die im Gesicht Ekzeme verursacht. Sie ist eher schüchtern, nervös, introvertiert und von Selbstzweifeln geplagt. Sie schreibt sich als Studentin für Psychologie ein, diejenige Wissenschaft, die im eigentlichen Sinne das Verhalten des Menschen untersucht. Annie trifft auf Hannah als ihren Gegenpart: aufbrausend, vorlaut, selbstsicher, leicht konfus, aber doch sympathisch-einfühlend mit einer alkoholkranken Mutter, die sie in den Wahnsinn zu treiben scheint.
Diese sehr gegensätzliche Konstellation scheint gut zusammen zu passen, denn die Freundinnen bleiben unzertrennlich, sie versprechen, sich in weiteren sechs Jahren wieder zu treffen. Selbst Annies Kommilitone, der stotternde, zur Fettleibigkeit neigende, geistig schwerfällige, aber ebenfalls sympathische „Ricky“ Richard Burton, der schrullig daherkommt, vermag die Freundschaft nicht zu beeinträchtigen, ebenso Hannahs kurze Affäre mit Adrian Spinks, die im Sand verläuft und eher ernüchternd als erhellend ist. Hannah als Studentin der Anglistik schenkt Annie am Schluss des Films als Erinnerung an ihre Zeit eine Taschenbuchausgabe von Emily Brontës Sturmhöhe, die ihnen früher beiden als Ratgeber und ständiger Begleiter in allen Lebenslagen diente.

## Rezeption
Man kann den Film als Sozial- und Milieustudie zweier Freundinnen sehen, die sich in einem England der Margaret Thatcher und Nach-Thatcher-Ära behaupten müssen und die in ihren Handlungen eher vom Gefühl geleitet werden, als dass sie sie in feine Worte kleiden könnten. Regisseur Mike Leigh zeigt „ohne falschen Pathos den Verfall des alten Empire, die untere Mittelschicht am Rande der Gesellschaft mit wohlwollender Sympathie für die Benachteiligten und Vergessenen der Thatcher-Ära, es dominiert hier das Gefühl, das Bedürfnis nach Wärme, Zärtlichkeit und Verständnis.“ Auch illustriere es Mike Leighs Talent für ein nahtloses Vermischen von Komödie und Drama in einer doppelten Charakterstudie.

## Kritik
„Ein thematisch außergewöhnlicher Film über die schwierige Suche nach einer Identität zwischen alternativer Subkultur und britischer Bürgerlichkeit. Vornehmlich inszeniert als Kammerspiel mit zwei hervorragenden Darstellerinnen, das vor allem durch seine Aufrichtigkeit manche überkonstruierte Drehbuchwendung ausgleicht.“

„In einer großen Parallelmontage wird die Suche nach einer Identität in der alternativen Subkultur der angepaßten Lebensweise gegenübergestellt.“

„Als Komödie konzipiert, aber wegen seiner Ecken und Kanten als solche nicht leicht konsumierbar, berührt der Film über Verletzlichkeit, seelische Wunden und Strategien zu ihrer Bewältigung der Zuschauer mit seinen traurigsten Szenen am stärksten.“

## Auszeichnungen
Katrin Cartlidge wurde bei der Verleihung des Europäischen Filmpreises in der Kategorie „Beste Darstellerin“ nominiert. Bei den Evening Standard British Film Awards wurde sie als „Beste Schauspielerin“ ausgezeichnet.